# Piotr Głazenap
Piotr Władimirowicz Głazenap, ros. Пётр Владимирович Глазенап (ur. 18 lutego?/2 marca 1882 w Gżacku, zm. 27 maja 1951 w Monachium) – rosyjski wojskowy (generał lejtnant), emigracyjny działacz wojskowy i polityczny.

## Życiorys
W 1901 roku ukończył 1 korpus kadetów w Moskwie, zaś w 1903 roku nikołajewską szkołę kawaleryjską. Służył w 13 pułku dragonów. W 1910 roku awansował do stopnia sztabsrotmistrza. W 1911 roku ukończył oficerską szkołę kawaleryjską. Brał udział w I wojnie światowej jako dowódca pułku tej szkoły. W 1915 roku zorganizował oddział partyzancki, na czele którego stanął. Od marca do listopada 1917 roku w stopniu pułkownika dowodził Oddziałem Uderzeniowym Pułkownika Głazenapa. W grudniu tego roku na czele części swojego oddziału wstąpił do nowo formowanej nad Donem Armii Ochotniczej. Do końca marca 1918 roku dowodził oddziałem konnym. Uczestniczył w 1 Lodowym Marszu Kubańskim. Następnie został dowódcą 1 partyzanckiego oddziału konnego. Brał udział m.in. w walkach o stanice Jegorłyckaja, Mieczetinskaja, Kaczalinskaja. Od czerwca 1918 r. dowodził Samodzielną Brygadą Kawalerii Kozaków kubańskich. Od lipca pełnił funkcję gubernatora wojskowego guberni stawropolskiej. 20 października awansował na generała majora. Na pocz. października 1919 r. rozkazem gen. Antona I. Denikina został odkomenderowany do dyspozycji dowódcy Armii Północno-Zachodniej gen. lejt. Nikołaja N. Judenicza. 7 października przybył do Narwy. 18 października został mianowany dowodzącym wojskami jako generał-gubernator w strefie działań wojennych Armii Północno-Zachodniej. Od 7 listopada był generał-gubernatorem obwodu północno-zachodniego w Pskowie. 24 listopada awansował na generała lejtnanta. Od 28 listopada dowodził Armią Północno-Zachodnią aż do jej rozformowania na terytorium Estonii pod koniec stycznia 1920 r. 24 lutego tego roku wraz z gen. N.N. Judeniczem wyjechał do Rygi. W kwietniu przybył do Londynu. Następnie przyjechał do Polski, gdzie objął dowództwo 3 Armii Rosyjskiej. W sierpniu zrezygnował z tej funkcji. Pozostał w Polsce. W 1921 r. próbował zorganizować na Węgrzech antysowiecki Rosyjski Legion Kontrrewolucyjny. Wiosną 1922 r. powrócił do Warszawy. Był właścicielem tartaku. W czasie II wojny światowej przebywał w Niemczech. W 1946 r. współorganizował w zachodniej strefie okupacyjnej Związek Flagi Andriejewskiej.